# Instituto Nacional de Meteorologia da Guiné-Bissau
Das Instituto Nacional de Meteorologia da Guiné-Bissau (INM-GB) ist der nationale meteorologische und geophysikalische Dienst der westafrikanischen Republik Guinea-Bissau. Es ist zudem zuständig für die Daten für den Flugwetterdienst und den Umweltwarndienst des Landes. Das INM-GB ist eine Regierungsbehörde des Ministério dos Transportes e Comunicações, des Ministeriums für Transporte und Kommunikation.
Die Hauptverwaltung befindet sich in der Avenida do Brasil in der Hauptstadt Bissau.

## Geschichte
Im Jahr 1905 errichtete die Provinzregierung der damaligen portugiesischen Kolonie Portugiesisch-Guinea eine erste Wetterstation, die Estação meteorológica de Bolama in Bolama.
Mit dem Gesetz Decreto-Lei nº46099 vom 23. Dezember 1964 wurde der Serviço Meteorológico Nacional da Guiné-Bissau gegründet, als erster institutioneller Wetterdienst des Landes.
Nach der einseitig ausgerufenen Unabhängigkeit des Landes 1973 und der nach der Nelkenrevolution in Portugal 1974 erfolgten vollständigen Unabhängigkeit Guinea-Bissaus trat der Wetterdienst der nunmehr unabhängigen Republik Guinea-Bissau 1977 der Weltorganisation für Meteorologie bei und erhielt später die Bezeichnung Direcção Geral de Meteorologia Nacional (DGMN).
1986 trat die DGMN dem zwischenstaatlichen Komitee zum Kampf gegen die Dürre der Sahelzone, dem CILSS, bei, 2006 folgte der Beitritt zur panafrikanischen Flugsicherheitsagentur ASECNA.
Mit dem Gesetz Decreto-Lei n.º 11/2011 vom 9. August 2011 wurde das Instituto Nacional de Meteorologia da Guiné-Bissau (INM-GB) als weitgehend unabhängige Institution gegründet, als direkter Nachfolger der DGMN und nur dem Ministerium unterstellt.